# 杨树林乡
杨树林乡，是中华人民共和国吉林省长春市农安县下辖的一个乡镇级行政单位。

## 行政区划
杨树林乡下辖以下地区：
杨树林村、牛尾巴山村、偏坡子村、五里坨子村、西白令村、六家子村、东白令村、太平庄村、红光村、白山村、东林村和杨家洼子村。